# Tamana (Kiribati)
Pour les articles homonymes, voir Tamana.
Tamana est un atoll des Kiribati, à l'extrême sud des îles Gilbert (seule Arorae est plus au sud).
De petite taille (4,5 km2) (c'est la plus petite des îles Gilbert) et peuplée de 875 habitants en 2005, et de 1106 en 2015. Tamana est la seule île des Gilbert à ne pas avoir de lagon (avec Arorae qui a un minuscule lagon externe). 